# Basisches Gestein
Ein basisches Gestein ist ein magmatisches Gestein mit einem SiO2-Gehalt zwischen 45 und 52 Gewichtsprozent.
Ein Gestein mit niedrigerem SiO2-Gehalt wird ultrabasisches Gestein, eines mit höherem Gehalt intermediäres (52 bis 63 %) oder saures Gestein (mehr als 63 %) genannt. Metamorph überprägte basische Gesteine werden unter der Bezeichnung Metabasit zusammengefasst.

## Charakteristika
Ein basisches Gestein besteht aus kaliumarmen Feldspäten (Plagioklasen) und oft aus mafischen Mineralen wie Pyroxen und Amphibol. Aufgrund des Gehaltes von 45 bis 52 % kann ein basisches Gestein entweder SiO2-übersättigt oder -untersättigt sein. Im ersten Fall enthält es freies SiO2 in Form von Quarz oder Cristobalit, im zweiten Fall stattdessen Olivin oder Minerale aus der Gruppe der Foide.
Obwohl nicht genau gleichbedeutend, werden die Begriffe basisches Gestein (bezugnehmend auf den relativ geringen SiO2-Gehalt des Gesteins) und mafisches Gestein (bezugnehmend auf den relativ hohen Anteil mafischer Minerale, reich an Magnesium und Ferrum = Eisen)  häufig synonym gebraucht, da in der Regel das eine mit dem anderen einhergeht. Dementsprechend weisen basische Gesteine oft eine dunkle Färbung auf.
Typische Vertreter für die Gruppe der basischen Gesteine sind Gabbro (ein Plutonit), Dolerit (Subvulkanit) und Basalt (Vulkanit).